# パトリック・グンナルソン
パトリック・シグドゥル・グンナルソン（Patrik Sigurður Gunnarsson, 2000年11月15日 - ）は、アイスランド・コーパヴォグル出身のサッカー選手。バイキングFK所属。ポジションはGK。

## クラブ経歴
2017年にブレイザブリクUBKのトップチームに昇格し、ローン移籍先の下部リーグでプロデビュー。2018年6月にブレントフォードFCと契約。Bチームに配属され、2019年3月10日のEFLチャンピオンシップのミドルズブラFC戦で、途中交代で移籍後初出場。翌2019-20シーズン途中からはサウスエンド・ユナイテッドFCでローン移籍でプレー。2020-21シーズンはデンマーク・ファーストディビジョン (2部リーグ)のヴィボーFFとシルケボーIFでローン移籍でプレーし、計26試合に出場した。
2022年1月17日、レンタル先のバイキングFKへ完全移籍。

## 代表経歴
2016年から各ユース世代のアイスランド代表に随時招集され、正GKを任される。2020年1月にはフル代表に初招集。2021年にはUEFA U-21欧州選手権2021の予選で正GKを任されるも、本大会出場はならなかった。
2022年6月9日、サンマリノ代表との親善試合でA代表初出場。